# Новотатышлинский сельсовет
Новотатышлинский сельсовет — муниципальное образование в Татышлинском районе Башкортостана.
Административный центр — село Новые Татышлы.

## История
Согласно Закону о границах, статусе и административных центрах муниципальных образований в Республике Башкортостан имеет статус сельского поселения.

## Население
| 2002  | 2009  | 2010  | 2012  | 2013  | 2014  | 2015  |
| ----- | ----- | ----- | ----- | ----- | ----- | ----- |
| 1478  | ↘1377 | ↘1343 | ↗1364 | ↘1345 | ↘1271 | ↘1269 |
| 2016  | 2017  | 2018  |       |       |       |       |
| ↘1219 | ↘1217 | ↘1198 |       |       |       |       |

## Состав сельского поселения
| № | Населённый пункт | Тип населённого пункта       | Население |
| - | ---------------- | ---------------------------- | --------- |
| 1 | Новые Татышлы    | село, административный центр | ↗550      |
| 2 | Уразгильды       | село                         | ↘471      |
| 3 | Малая Бальзуга   | деревня                      | ↘246      |
| 4 | Майск            | деревня                      | ↘76       |

## Известные уроженцы
- Гарипов, Менсадык Гарипович (16 февраля 1946 — 12 октября 1998) — удмуртский российский художник, график, иллюстратор, Заслуженный художник РСФСР (1991), Народный художник Удмуртской Республики (1996)[17].